# Anoectochilus papillosus
Anoectochilus papillosus är en orkidéart som beskrevs av Leonid Vladimirovitj Averjanov. Anoectochilus papillosus ingår i släktet Anoectochilus och familjen orkidéer.
Artens utbredningsområde är Vietnam. Inga underarter finns listade i Catalogue of Life.